# Sarah Laine
Sarah Laine (* 23. Oktober 1982 in Santa Barbara, Kalifornien) ist eine US-amerikanische Schauspielerin.

## Leben und Leistungen
Laine folgte als Kind ihren Eltern, die eine längere Zeit in diversen Orten in Westeuropa verbrachten. Später zog sie nach Michigan, wo sie Schauspiel- und Modelunterricht nahm.
Laine debütierte in zwei Folgen der Fernsehserie Passions aus dem Jahr 1999. In der Komödie American Pie 2 spielte sie eine kleine Nebenrolle. Im Fantasy-Actionfilm Mermaids spielte sie eine der drei Meerjungfrauen-Schwestern, die die Mörder des Vaters der Frauen töten. Im Erotikthriller Wild Things 3 (2005) übernahm sie eine der Hauptrollen. Im Horrorfilm Plane Dead – Der Flug in den Tod (2007) trat sie in einer größeren Rolle als ein Zombie auf.
Laine lebt in Los Angeles.

## Filmografie (Auswahl)
- 2001: American Pie 2
- 2003: Mermaids
- 2005: The Rain Makers
- 2005: Wild Things 3 (Wild Things: Diamonds in the Rough)
- 2006: A.K.A.
- 2007: Plane Dead – Der Flug in den Tod (Flight of the Living Dead: Outbreak on a Plane)
- 2009: Redefining Love
- 2009: Knuckle Draggers
- 2010: Fight or Flight
- 2010: The Rig